# Lopezus rennenkampffi
Lopezus rennenkampffi är en insektsart som beskrevs av Luisa Eugenia Navas 1924. Lopezus rennenkampffi ingår i släktet Lopezus och familjen myrlejonsländor. Inga underarter finns listade i Catalogue of Life.